# 豊原氏
豊原氏（とよはらし）は「豊原」を氏の名とする氏族。姓は朝臣。今橋氏とも。

## 出自
豊原氏の出自は複数の説があり不明である。
『続日本紀』には、高句麗の上部王の末裔である上部王虫麻呂や上部王弥夜大理がそれぞれ豊原連・豊原造を賜ったと記されている。『新撰姓氏録』右京諸蕃には「新羅国人・壱呂比麻呂之後」の豊原連が見える。実質的な氏祖である豊原有秋は小治田有秋とも呼ばれ、小治田氏は『新撰姓氏録』に「武内宿禰五世孫蘇我稲目宿禰之後」、「神饒速日命之後」、「同神（饒速日命）六世孫伊香我色雄命之後」の3系統が見える。
『群書類従』所収「豊原氏系図」によると、天武天皇の子・大津皇子の子・粟津王（実は舎人親王の子）が大津皇子の謀反によって肥前国豊原郷に流刑となったのが始まりであるという。粟津王の子は豊原公連といい、初めて豊原朝臣を賜り名乗ったとされる。ただし、『地下家伝』では豊原朝臣を賜ったのは村上天皇の時代に笙によって取り立てられた豊原有秋であるとしている。公連からは真連-有連と繋がっている。

## 概要
豊原氏は楽家の一つであり、笙を主業として代々朝廷に仕える京方楽人として活動した。
豊原氏の実質的な氏祖は豊原有秋（小治田有秋）である。有秋は小幡行見より笙を相伝され、雅楽笙師を務めた。また村上天皇の笙の師であった。有秋は弟・豊原龍元（小治田龍元）の子・豊原公元を養子として家督を継承させた。公元からは時延-時光-時元（堀河天皇の笙の師）-時秋と続いた。
時秋は雅楽允を務めた。また、源義光に従い後三年の役に参戦しようとしたが義光に止められ、その代わりに義光が時秋の父・時元から継承された楽曲を伝えられ継承したという話が『古今著聞集』に見える。また時秋からは利秋-忠秋-好秋-豊秋-清秋-龍秋-信秋（後円融天皇の師）-音秋･･･景秋（信秋の子、後小松天皇の師）-幸秋（称光天皇の師）-治秋-統秋（後柏原天皇の師）-俊秋･･･守秋（統秋の子）-隆秋-為秋-光秋･･･頼秋（太秦広頼の子）-通秋-速秋･･･直秋（通秋の子）-順秋･･･収秋（多忠職の子）･･･文秋（多久弘の子）･･･陽秋（安倍季隨の子）-胖秋と続いた。